# Kloster Altzella
Das Kloster Altzella (ursprünglich Cella bzw. genauer Cella Sanctae Mariae, Altenzelle, heute Altzella) ist eine ehemalige Zisterzienserabtei westlich der Stadt Nossen an der Mündung des Pitzschebaches in die Freiberger Mulde. Im Mittelalter gehörte es zu den bedeutendsten Klöstern des mitteldeutschen Raums und war von 1190 bis 1381 die Erbbegräbnisstätte der Wettiner. Im frühen 13. Jahrhundert entstand möglicherweise in der Abtei Altzella mit dem Sachsenspiegel das bedeutendste deutsche Rechtsbuch des Mittelalters. Das Kloster wurde infolge der Reformation aufgelöst; die Anlage ist mit ihrer teilweise noch gut erhaltenen Mauer inzwischen eine Mischung aus romantischem Park mit Ruinen und renovierten Gebäuden. Es wird vom Schlossbetrieb Schloss Nossen/Kloster Altzella verwaltet und dient verschiedenen kulturellen und religiösen Zwecken. Im Wirtschaftsbereich können Seminare aber auch private Feierlichkeiten veranstaltet werden. Die Reste des Klosters stehen seit den 1970er Jahren unter Denkmalschutz.

## Geschichtlicher Überblick

### Erste Jahre

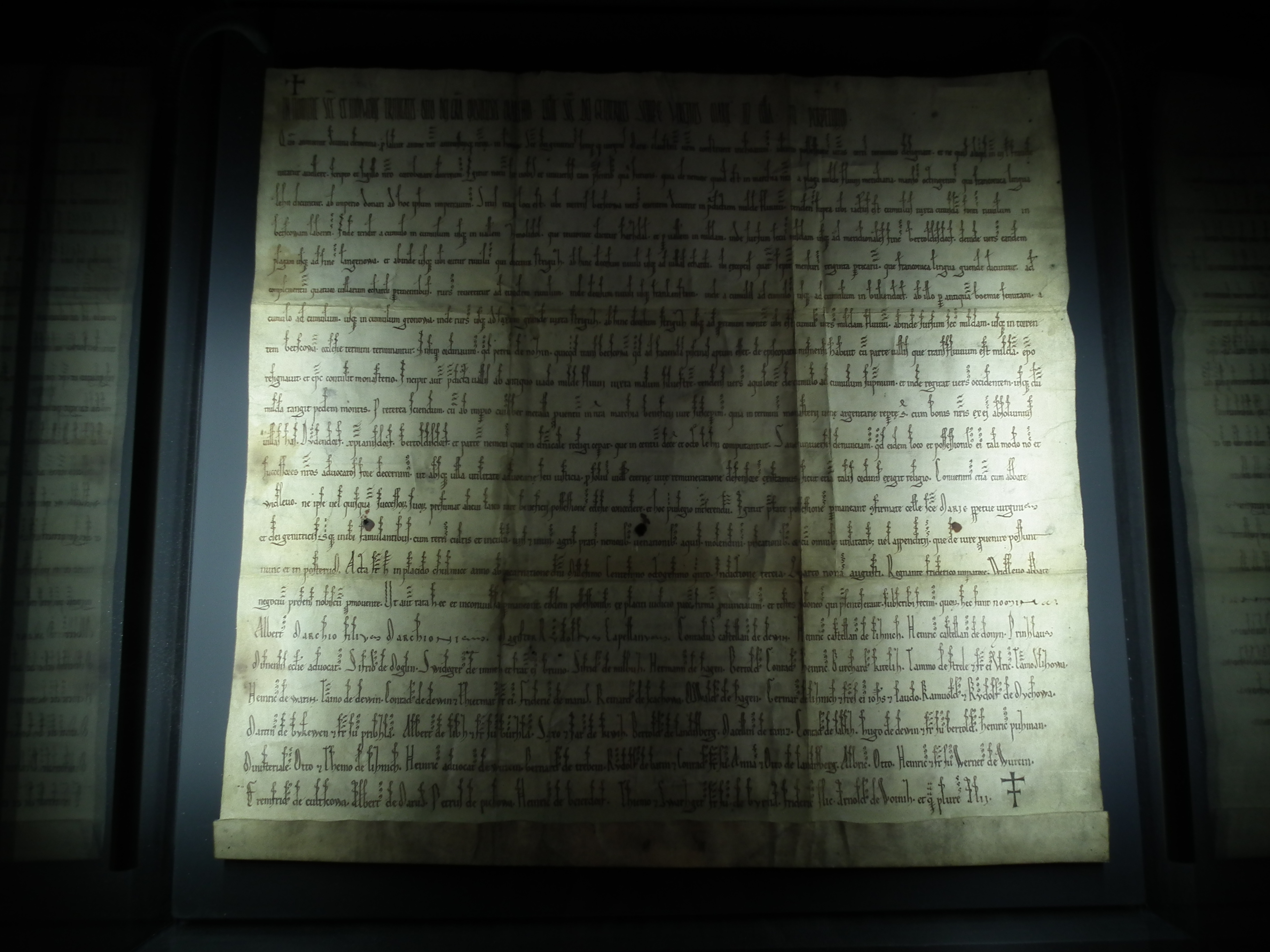
Grenzurkunde des Klosters Altzella, Landgericht Colmnitz, 2. August 1185, Faksimile

Kaiser Friedrich I. übereignete 1162 einer von Markgraf Otto von Meißen gestifteten Abtei 800 Hufen gerodetes Land westlich und südlich der Freiberger Mulde. Der ursprünglich für die Anlage der Abtei vorgesehene Ort Böhrigen wurde von den Zisterziensern abgelehnt. Nach einem Silberfund im Jahre 1168 auf dem Territorium des jetzigen Freiberg wurde ein Teil des Landes um Freiberg gegen ein Bischofslehen westlich von Nossen ausgetauscht, auf dem vorher kurzzeitig ein Benediktinerkloster existierte. In den folgenden Jahren begann, etwas nördlich der ehemaligen Benediktinerabtei, westlich von Nossen und südlich der Freiberger Mulde der Bau der Zisterzienserabtei. Zum Aufbau der Klosteranlagen wurden Lehmgruben, Brennöfen für Ziegelsteine und Kalk errichtet sowie Steinbrüche eröffnet, teilweise in unmittelbarer Nähe der Abtei.
Der Einzug des Abtes mit seinem Konvent aus der Zisterzienserabtei Pforte (bei Naumburg) in das Kloster Cella erfolgte im Jahr 1175. Zeitgleich wurde mit dem Bau der Klosterkirche begonnen, die im Jahr 1198 geweiht wurde. Für die Zeit zwischen 1180 und 1230 ist eine rege Bautätigkeit nachgewiesen, innerhalb der die Gebäude des Klausurbereichs und das romanische Stufenportal entstanden und 1198 die Stiftskirche geweiht wurde.
1217 wurde das Benediktinerinnen-Kloster Heilig Kreuz zu Meißen dem Abt von Zelle unterstellt, rund 50 Jahre später entstand 1268 das Tochterkloster Neuzelle (Cella Nova) bei Guben. Der Name Cella Vetus (Altzella) bürgerte sich zur besseren Unterscheidung allmählich ein.
Das Kloster diente bereits ab 1190 als Grablege der Wettiner, schließlich wurde von 1339 bis 1349 die Andreaskapelle als Begräbnisstätte des Geschlechts errichtet. Dort wurden Friedrich der Ernsthafte und Friedrich der Strenge begraben.
Im 13. Jahrhundert könnte das Kloster Altzella der Entstehungsort des zwischen 1220 und 1235 entstandenen Sachsenspiegels gewesen sein, des bedeutendsten deutschen Rechtsbuch des Mittelalters. Zumindest entspricht der überlieferte Buchbestand der Abtei weitgehend den für das Buch genutzten Quellen.

### Blütezeit

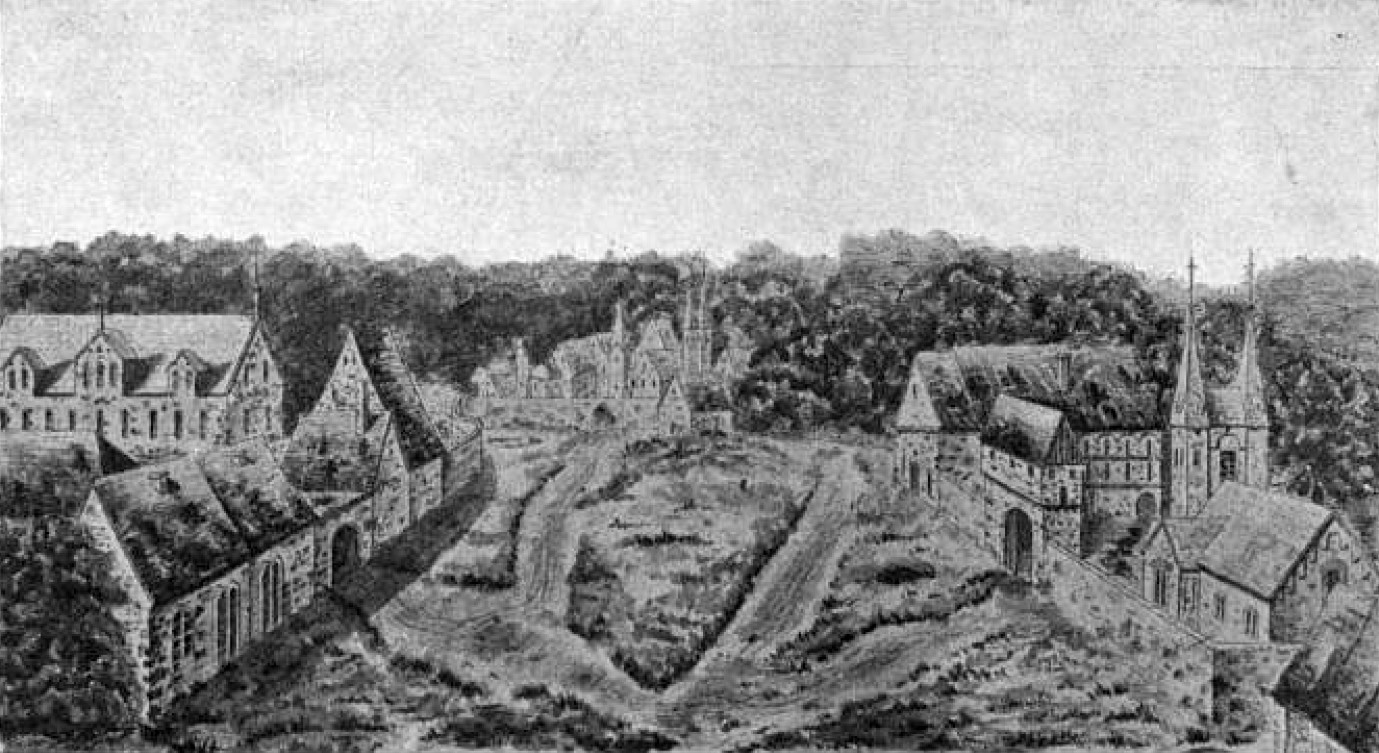
Kloster Altzella (gezeichnet nach einer alten Münze)

Unter den Äbten Vinzent Grüner (auch Vinzenz Gruner, Abt seit 1412) und dem Humanisten Martin von Lochau (erstmals erwähnt 1485, † 1522; Abt von 1501 bis 1522) erfuhr das Kloster seine Blütezeit. 1436 erwarb das Kloster vom Bistum Meißen für 4.200 Gulden die Burg Nossen mit Inventar und Ländereien. Die Gebäude befanden sich in einem schlechten Bauzustand und wurden zum Abtssitz umgebaut. Das Obergeschoss des Konversenhauses wurde 1506 als Bibliothekssaal genutzt. Martin von Lochau erhöhte den Buchbestand auf 1000 Bände, die später den Grundstock der Universitätsbibliothek Leipzig bildeten.

### Säkularisation
Um 1540 veranlasste der sächsische Herzog Heinrich der Fromme die Säkularisation des Klosters, aus dem Besitz wurde ein kurfürstliches Kammergut geschaffen. Bis zur Einrichtung des Amtes Nossen im Jahr 1544 erfolgte die Verwaltung des umfangreichen Klosterbesitzes noch durch ehemalige Klosterangehörige von Altzella aus. Auch danach dienten die Gebäude bis 1548 als Ort für mehrere kirchenpolitische Konferenzen.
Spätestens ab 1557 ließ Kurfürst August große Teile der sich nun in schlechtem baulichen Zustand befindlichen Klosterbauten abbrechen, die Materialien dienten teilweise als Baumaterial z. B. für den Umbau des Schlosses Nossen in ein kurfürstliches Jagdschloss. Das Schicksal vieler noch nutzbarer Gebäude innerhalb der Klostermauern besiegelte schließlich 1599 ein Brand. In den folgenden drei Jahrhunderten wurde Landwirtschaft betrieben. Nur das als Schüttboden und Rinderstall genutzte Konversenhaus blieb vollständig erhalten.

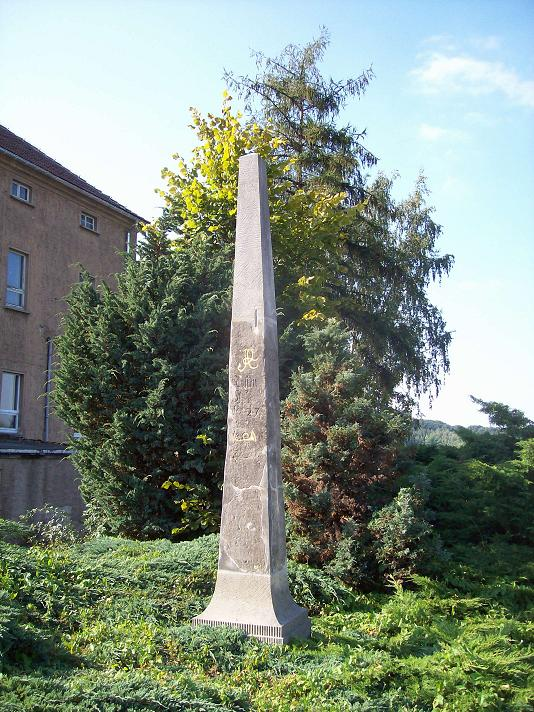
Postmeilensäule von 1727 – Ganzmeilensäule Nr. 16 am Postkurs Dresden – Nossen – Chemnitz aus Marbach-Dreierhäuser – am ehemaligen Gasthof, unweit vom Klostertor

Zwischen 1676 und 1787 ließen die sächsischen Kurfürsten Grabungen nach den sterblichen Überresten der Vorfahren durchführen und diese in einer Gedächtniskapelle, dem heutigen Mausoleum, beisetzen. Um 1800 besuchte Caspar David Friedrich mehrfach die Gegend um Nossen und zeichnete auch in Altzella. Um 1810 entstand nach Plänen von Johann Gottfried Hübler ein romantischer Landschaftspark, bei dem Gebäude und Ruinen mit in die Gestaltung einbezogen wurden. Im 19. Jahrhundert wurden auf dem Gelände eine Mühle, ein Wagenschuppen und ein Spritzenhaus errichtet. Von 1945 bis 1990 bestand ein Volksgut. Nach der deutschen Wiedervereinigung und der Neugründung von Bundesländern übernahm der Freistaat Sachsen 1993 das Kloster einschließlich der noch vorhandenen Fragmente und ließ alles denkmalgerecht wiederherstellen.

## Mittelalterliche Bauten rund um den Kreuzgang

### Überblick

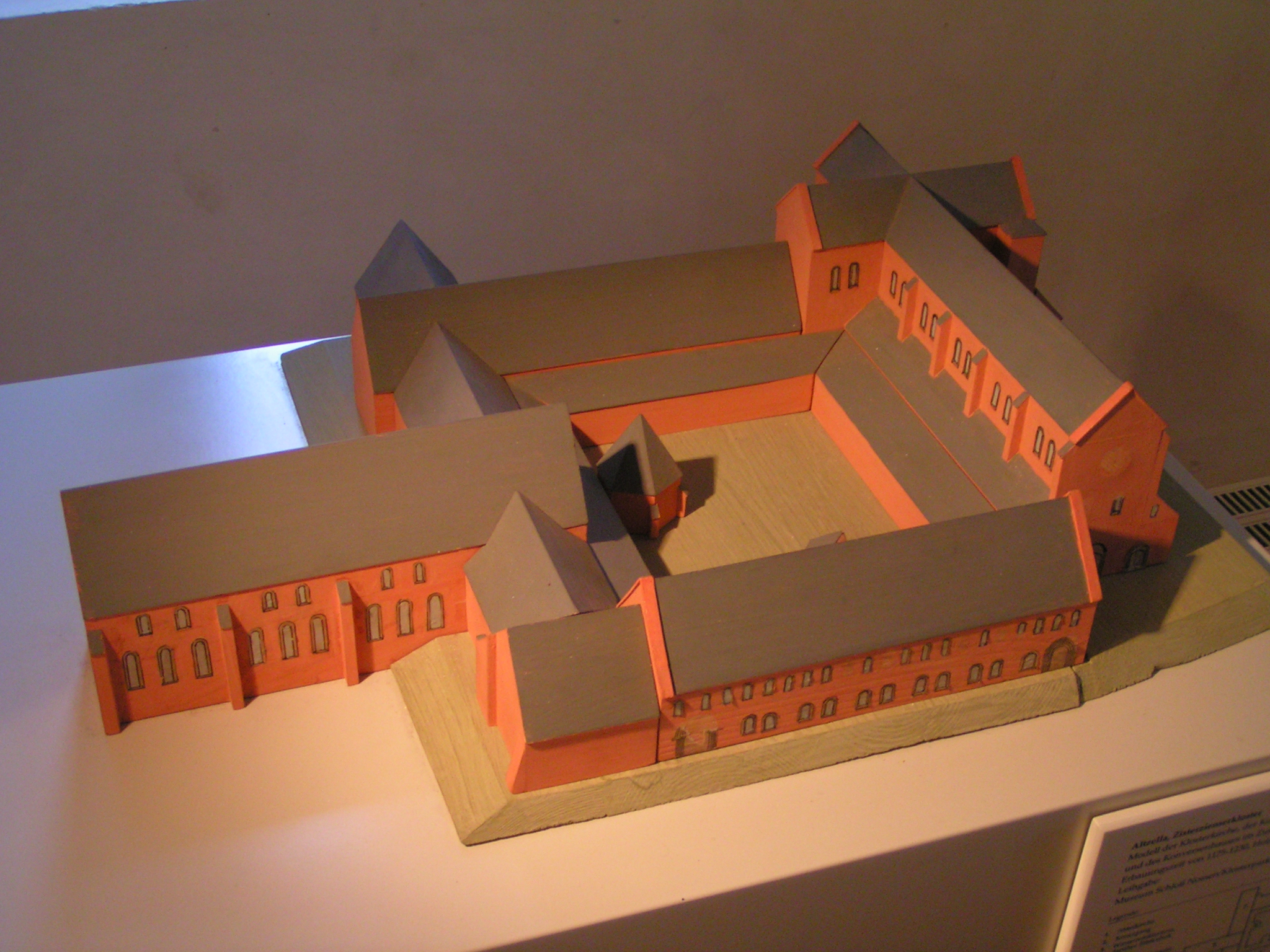
Modell der Klosterkirche, der Konventbauten und des Konversenhauses im Zustand der Erbauungszeit um 1175–1230, in einer Vitrine im Konventhaus

Die Klosterabteien der Zisterzienser- und Benediktinerorden orientieren sich allesamt an einem einheitlichen Grundriss, der für die Zeit um 830 erstmals für das Kloster Sankt Gallen nachgewiesen ist. Demnach schließt sich an der von Westen nach Osten ausgerichteten Klosterkirche der Kreuzgang an, der für Gebete und Lesungen, aber auch für einen zentralen Brunnen oder einen Friedgarten genutzt wird. An den Kreuzgang schließt sich ein Arkadenumgang an, über den die Mönche in die Konventsgebäude gelangen. Zusammen mit dem Kreuzgang bildet das Konventsgebäude die Klausur.

### Stiftskirche, Andreaskapelle
Die romanische Stiftskirche war – so weisen es Fundamentgrabungen nach – ein 67 Meter langer Bau mit dreischiffigem Langhaus und einem Querhaus. Den Ostabschluss des Backsteinbaues bildete ein Staffelchor, unter dem neben dem Stifter Otto von Meißen weitere 21 Mitglieder des Hauses Wettin beigesetzt wurden. Die Westfront wies ursprünglich oberitalienische Einflüsse auf. Nach dem Abbruch der Kirche in der zweiten Hälfte des 16. Jahrhunderts sind lediglich zwei Teile des Westgiebels erhalten geblieben. Eine Radierung des Malers Johann Gottfried Klinsky (1765–1828) aus dem späten 18. Jahrhundert zeigt den noch komplett vorhandenen Westgiebel, der erst 1790 bis auf den heutigen Zustand abgebrochen wurde. Der Grundriss der Kirche wird seit den 1970er Jahren durch Schieferplatten markiert.
An der Südwestecke der Stiftskirche wurde 1339 bis 1349 die Andreaskapelle errichtet. Der 15 Meter lange und 14 Meter breite Bau war zweischiffig und mit zwei Altären ausgestattet. Die Kapelle diente nach ihrer Errichtung bis 1391 als Begräbnisstätte des Hauses Wettin. In ihr waren neben den zwei Meißner Markgrafen Friedrich II. (1310–1349), genannt der Ernsthafte, und Friedrich III. (1332–1381), genannt der Strenge, auch deren Familienangehörige begraben. Die 1786 bei Grabungen aufgefundenen Gebeine wurden in die Gruft des neu errichteten Mausoleums überführt.

### Ostflügel und Westfassade
Der Ostflügel des Klosters bildete den eigentlichen Konventbau, der im Erdgeschoss drei Einrichtungen beherbergte:
1. Die Sakristei, die als unmittelbarer Nebenraum der Kirche die Gegenstände für den Gottesdienst beherbergte und als Vorbereitungs- und Umkleideraum für ebendiesen diente.
2. Den Kapitelsaal, der in erster Linie der täglichen geistigen Lesung diente.
3. Das Parlatorium (Sprechsaal), ein Raum, in dem die Mönche von ihrem Schweigegelübde entbunden waren und frei sprechen durften.

Zum Kreuzgang hin gab es eine Tür und zwei Fensteröffnungen. Das Obergeschoss beherbergte den Schlafsaal der Mönche. Vom Ostflügel sind Ruinen des Kapitelsaals und einer kleinen gotischen Kapelle erhalten. Das Eingangsportal des Ostflügels aus Grillenburger Sandstein wurde in den Haupteingang der Nossener Stadtkirche integriert.
Die Westfassade des Klostergebäudes wurde zwischen 1787 und 1804 nach Plänen von Christian Adolf Franck gestaltet.

### Weinkeller, Sommerrefektorium
Am Übergang vom Ost- zum Nordflügel der Klausur hatten die Mönche einen Weinkeller mit Bruchstein-Kreuzgewölbe auf einem quadratischen Pfeiler angelegt, der erhalten und von Besuchern begehbar ist. Die Zugänge zum Weinkeller, wie sie heute zu sehen sind, wurden erst um das Jahr 1800 errichtet.
Den Nordabschluss der Klausur bildeten das Kalefaktorium (Wärmestube), das Brunnenhaus und das Sommerrefektorium, letzteres mit zweischiffigem Untergeschoss und einschiffigem Saalgeschoss, von dem ein Fassadenteil erhalten ist. Unter dem Ziegelmauerwerk des 45 Meter langen und 14 Meter breiten gotischen Speisesaals von 1225/30 zeichnet sich ein Rundbogen aus Bruchstein ab, was auf einen Vorgängerbau hinweist. Der romantische Maler Caspar David Friedrich soll die Ruine des Sommerrefektoriums als Motiv für eine Lithographie verwendet haben.

### Konversenhaus

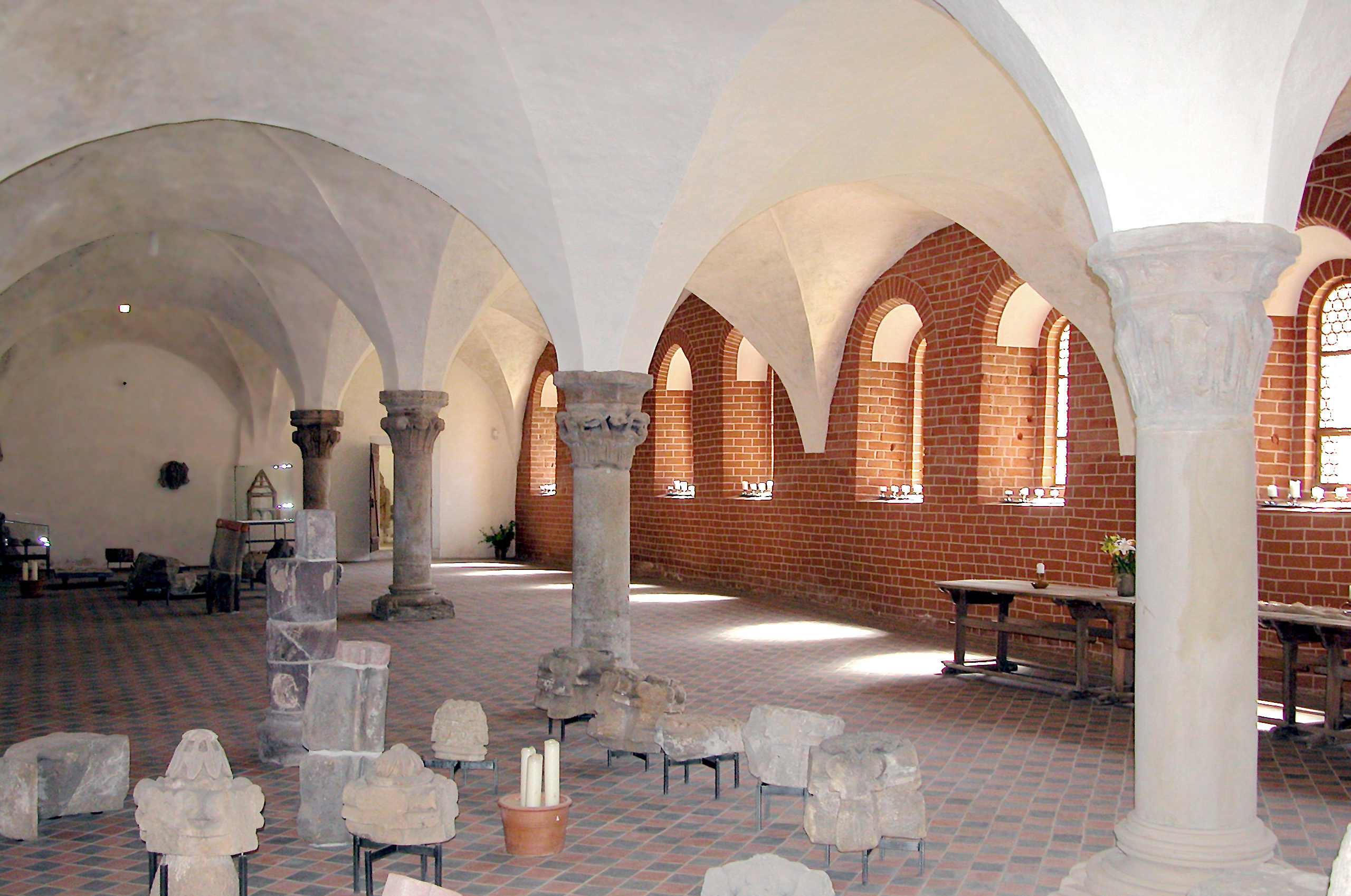
Konversenhaus, als Lapidarium genutzt

Den nichtgeweihten Ordensbrüdern, die als Laienbrüder (Konversen) in der Klosterhierarchie unterhalb der Mönche standen, stand das Konversenhaus am Westrand der Klausur zur Verfügung. Weil das Gebäude von etwa 1700 bis 1952 als Getreidespeicher und Kuhstall genutzt wurde, ist es als einziges Hochbauwerk der Klausur komplett erhalten geblieben.

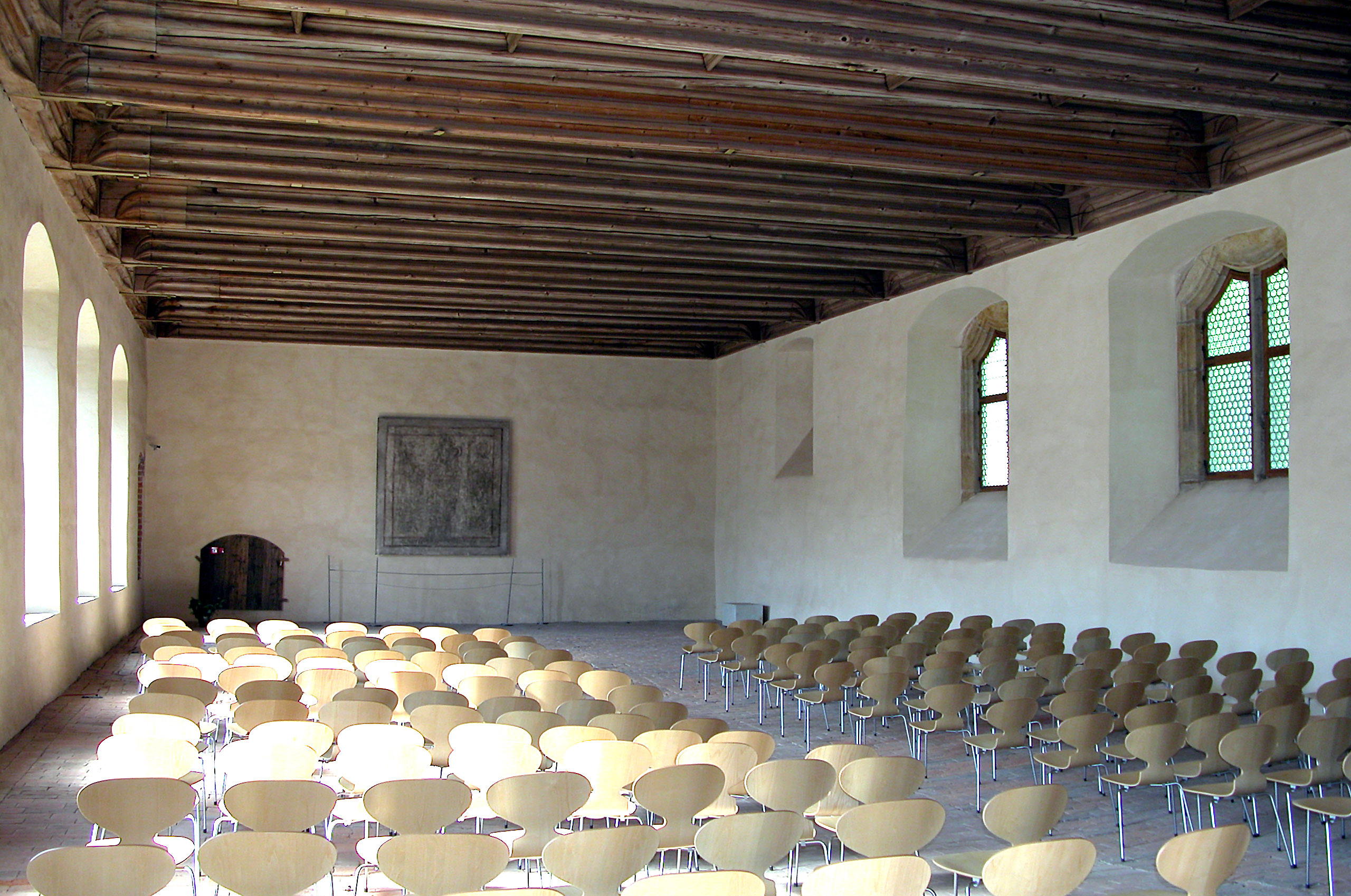
Konversenhaus, Schlafsaal im Obergeschoss

Um die strenge Trennung zu den geweihten Ordensbrüdern zu gewährleisten, wurde das zweischiffige Refektorium im Erdgeschoss ohne Fenster zum sich östlich anschließenden Kreuzgang errichtet. Eine Bulle des Papstes Eugen IV. aus dem Jahre 1437 erlaubte es, dass Chormönche und Konversen gemeinsam speisen und schlafen durften. Ab 1472 ist somit die gemeinsame Nutzung als Winterrefektorium (beheizbarer Speisesaal) belegt, da sich an der Südostecke des Raumes bereits ab dem 13./14. Jahrhundert eine Vorgängerkonstruktion eines Kachelofens befand. Am Nordrand des Speisesaals führt eine Tür zum Vorraum (Erm). Der romanische Speisesaal wurde 1955 saniert und dient seit 1962 als Lapidarium zur Ausstellung von Architekturfundstücken, die bei der Anlage des Landschaftsparks und bei Arbeiten an den Fundamenten des Mausoleums 1992 zutage traten.
Da mit der Zusammenlegung von Chor- und Konversenmönchen der Schlafsaal (Dormitorium) im Obergeschoss nicht mehr benötigt wurde, ließ ihn Abt Martin von Lochau im Jahre 1506 zu einer Bibliothek umbauen. Dabei wurde das Geschoss erhöht und mit einer mächtigen Holzbalkendecke versehen. Ein Bestand aus dem 41 Meter langen und 10 Meter breiten Raum wird heute noch in der Universitätsbibliothek in Leipzig verwahrt. Eine steinerne Wendeltreppe verbindet den Bibliothekssaal mit dem Winterrefektorium.

## Mittelalterliche Architektur jenseits der Klausur

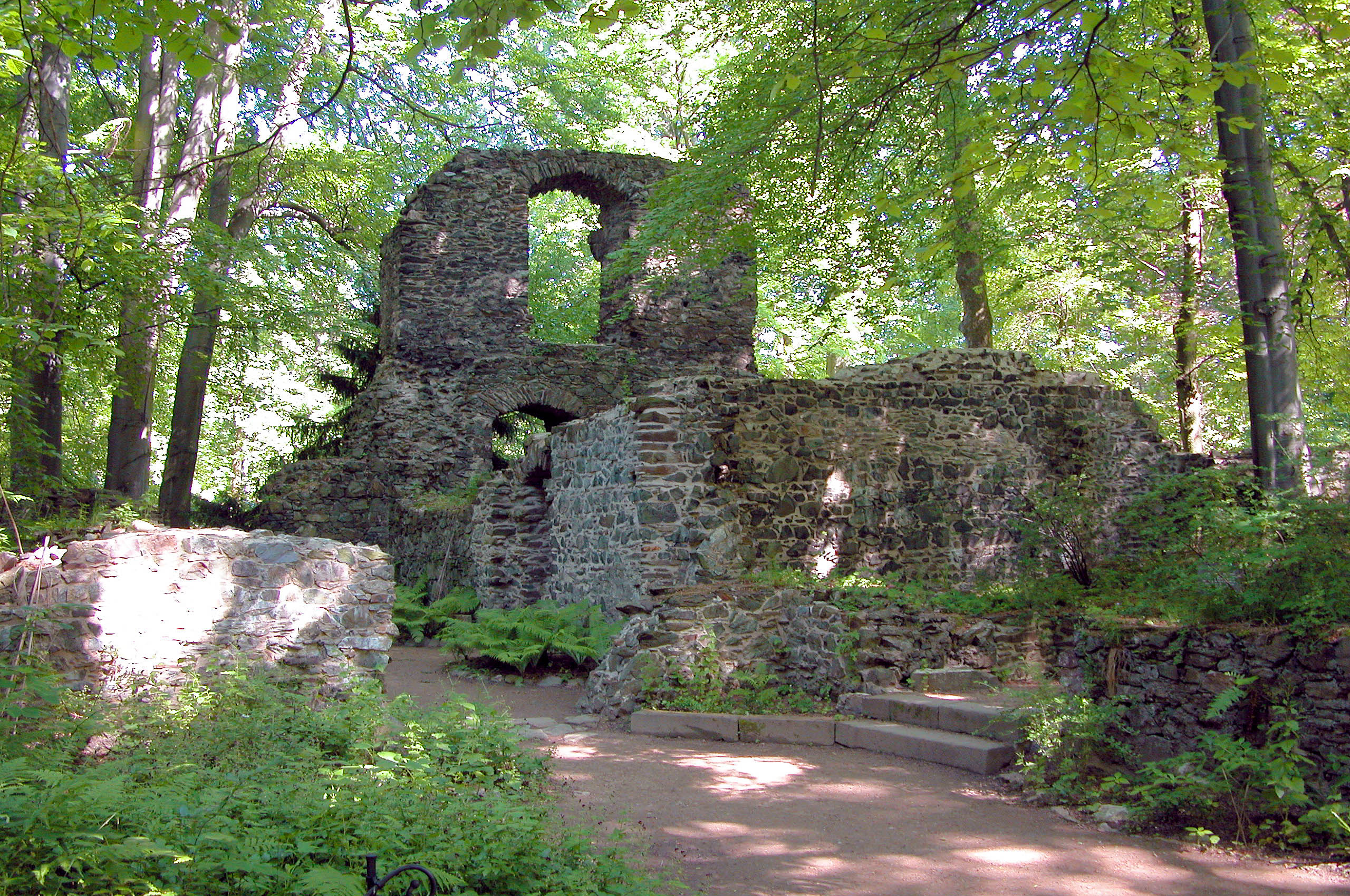
An der Abteiruine

### Abtei
Die Abtei diente als Verwaltungszentrum des Klosters, als Sitz des Abtes und als Herberge für ausgewählte Gäste. Die gesamte Abtei ist nur in Resten als Ruine vorhanden. Diese befinden sich östlich des Klausurbereichs. Erhalten geblieben sind noch die Umfassungsmauern der Abtskapelle, der Ostsaal (Fürstenzimmer) mit dickem Bruchsteinmauerwerk und tiefen Fensternischen sowie die zwei sich anschließenden, mit Bruchsteinen gewölbten Keller.

### Wirtschaftsgebäude und -anlagen

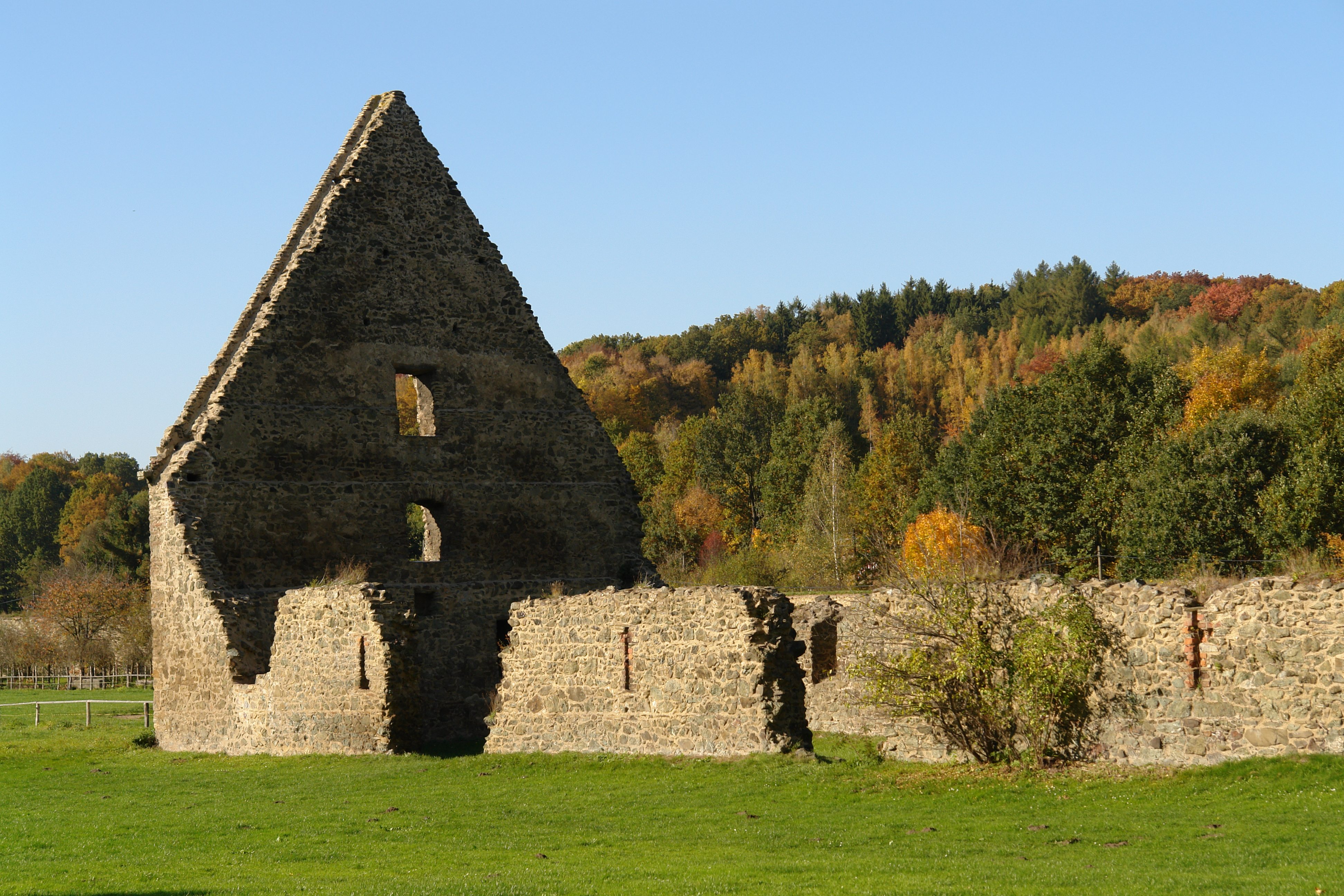
Ehemaliges Schüttgebäude

Um die Selbstversorgung des Ordens sicherzustellen, war ein fließendes Gewässer unabdingbar. Hierzu wurde von der Freiberger Mulde ein Graben abgeleitet, der bis heute unter die Klostermauern hindurch, an der Abtei vorbei und durch den nordöstlichen Bereich des Geländes führt. Am Mühlgraben wurden sämtliche Gebäude mit hohem Wasserbedarf errichtet, im Einzelnen: Schlachthaus, Abteiküche, Weinpresse, Waschhaus, Mühle, Brauerei und Gerbhaus.

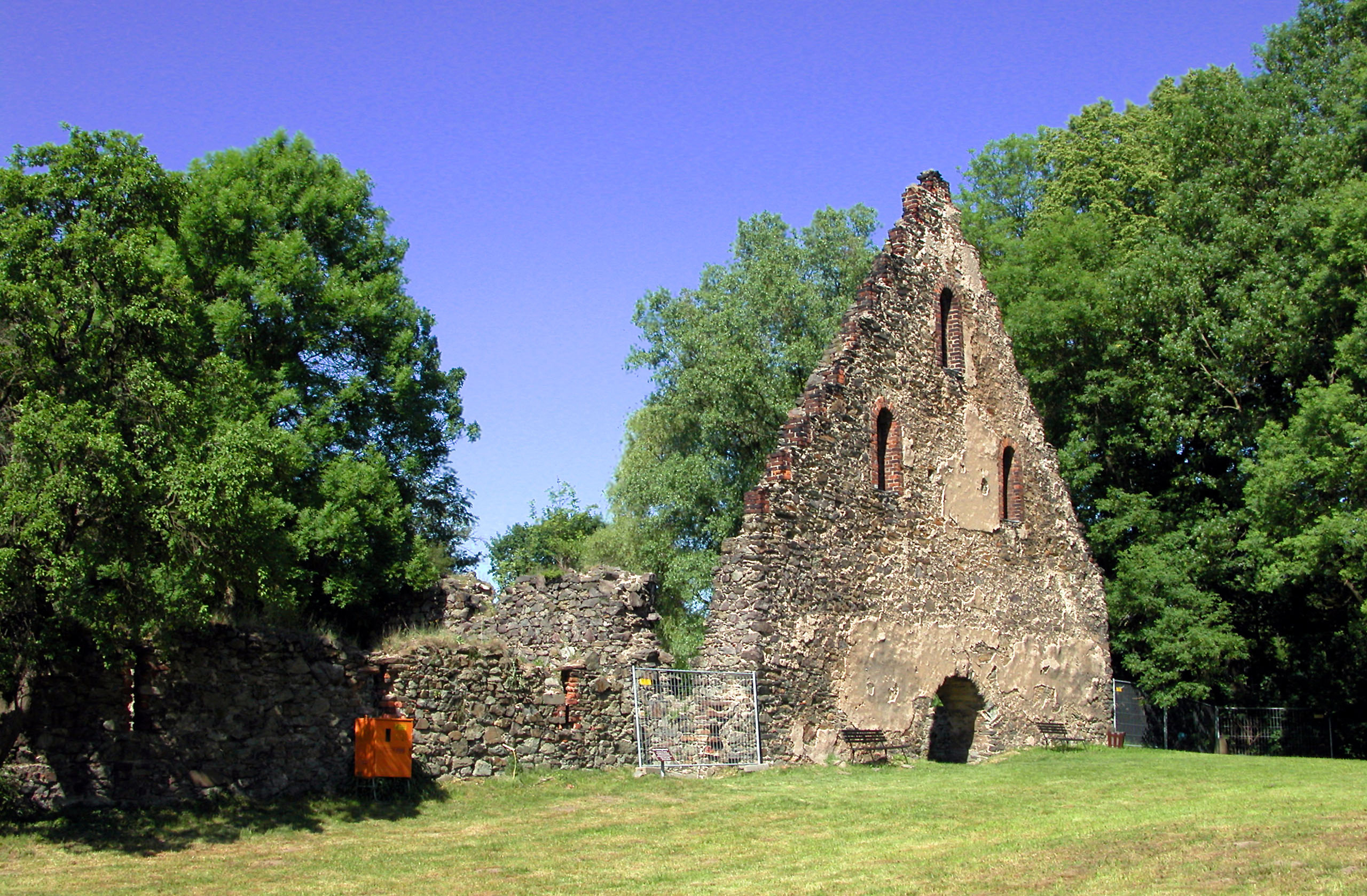
Ehemaliges Schüttgebäude

Der Mühlgraben führt nordöstlich an den beiden Schüttgebäuden vorbei, von denen die Außenmauern und die markanten Giebel erhalten sind. In ihnen wurde das bäuerliche Zinsgetreide bzw. nach anderer Quelle das selbst angebaute Getreide wie Hafer, Roggen und Buchweizen auf mehreren übereinander liegenden Böden gelagert. Die Untergeschosse dienten wahrscheinlich zur Aufbewahrung leerer Fässer, Wagen, Schlitten, Räder und Kufen.
Westlich der Schüttgebäude erstreckten sich die Klostergärten, die Hortulusgärten genannt wurden. Am Westrand der Klausur wiederum, vor dem Konversenhaus, liegt die Schreiberei, die vor allem Verwaltungszwecken diente. Sie bestand ursprünglich nur aus zwei Räumen im Erd- und Obergeschoss und wurde 1847 um den südlichen Teil erweitert. Heute dient die Schreiberei als Zugangsbereich mit Kasse, Café und sanitären Anlagen. Von 1993 bis 2005 befand sich etwas südlich der Schreiberei der Sitz der Batuz Foundation Sachsen und das Hauptquartier und Atelier der Société Imaginaire von Batuz.

### Klostermauer, Klostertor und Betsäule

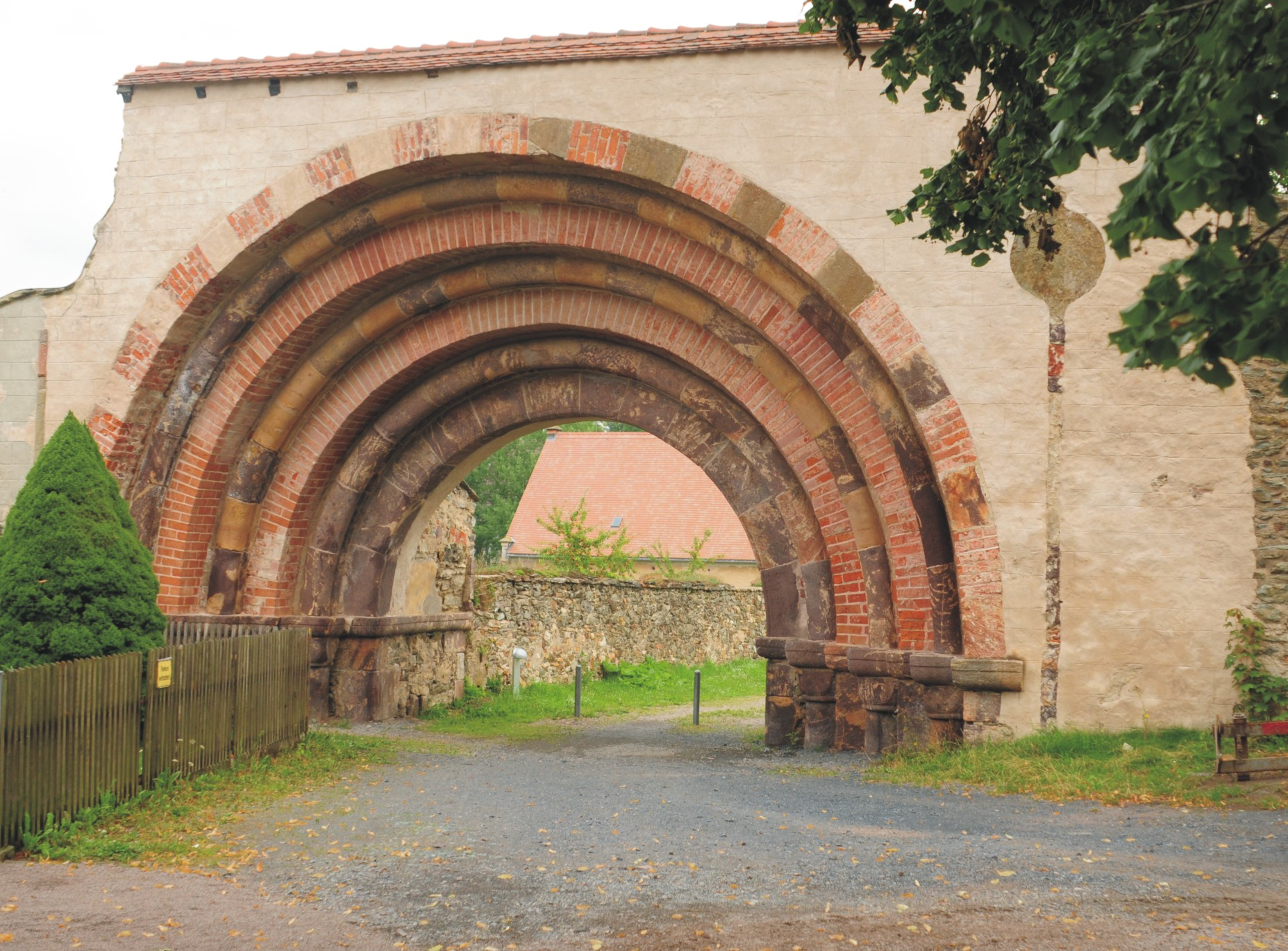
Romanisches Eingangstor zum Klosterareal

Die Anlage ist von einer 1325 Meter langen, 1,50 bis 2 Meter starken und bis zu 5 Meter hohen Bruchsteinmauer umgeben. Als 1868 die Bahnstrecke Borsdorf–Coswig gebaut wurde, musste ein Teil der Mauer am Nordrand nach Süden versetzt werden.
Das romanische Stufenportal des Klostertors an der Westseite der Klostermauer entstand im letzten Viertel des 12. Jahrhunderts und war ursprünglich der einzige Zugang in das Kloster. Die innere lichte Weite beträgt 4,90 Meter und erweitert sich nach außen durch drei Abtreppungen auf zehn Meter. In der Ursprungsform führte vor dem Tor eine Brücke über einen Graben. Durch Auffüllung des Torweges mit Bauschutt sind die Gewände 1,60 Meter tief in der Erde verschwunden. Die Klostermauer in diesem Bereich wurde wegen des Baus der Eisenbahn Dresden–Leipzig im Jahr 1868 etwas weiter nach Süden neu errichtet. – Nach dem Hochwasser des Jahres 2002 ließ die Klosterverwaltung den nördlichen Teil der Mauer restaurieren.
Vor dem Hauptportal ließen die Mönche im 15. Jahrhundert eine fünfeckige, gotische Betsäule errichten. Die 6,5 Meter hohe Säule war ursprünglich mit farbigen Steinen umfasst und trug Marien- und Heiligendarstellungen. Bei der Anlegung des Landschaftsparks erhielt sie auf einem künstlichen Hügel im östlichen Klosterbereich einen neuen Standort.

## Mausoleum

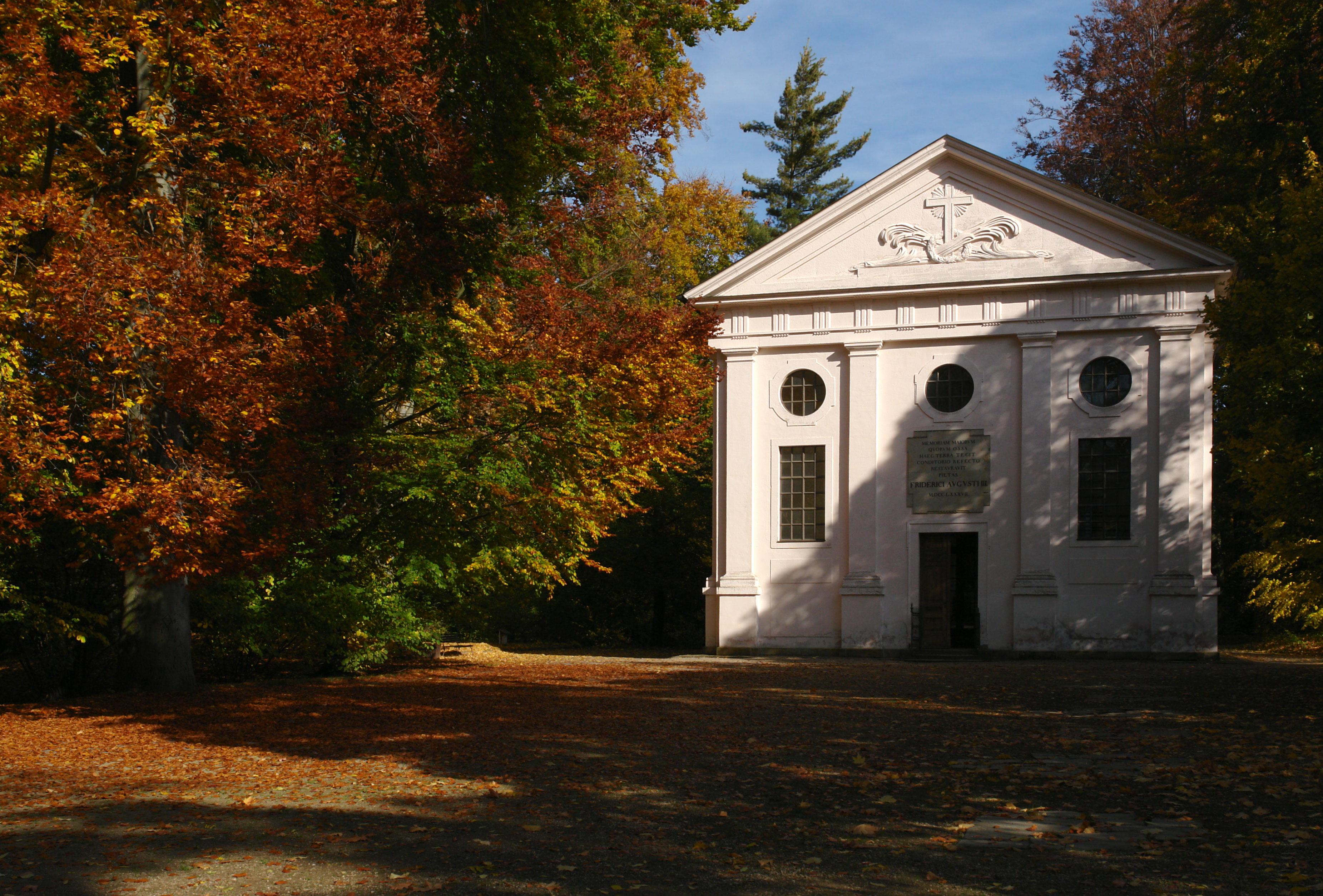
Mausoleum mit Grabstätte der Wettiner

Bereits 1676 ließ Kurfürst Johann Georg II. Grabungen nach den Gebeinen seiner Vorfahren durchführen. Unmittelbar darauf begann der Bau einer barocken Begräbniskapelle im Bereich des Chores der abgebrochenen Stiftskirche, der unvollendet blieb. Dabei wurde auf die ursprünglichen Konturen des Chores keine Rücksicht mehr genommen. Nachdem preußische Truppen den Bau im Siebenjährigen Krieg (1756–1763) beschädigt hatten, erhielt 1785 der Oberlandfeldmesser Christian Adolf Franck den Auftrag zum Umbau der Begräbniskapelle, er gestaltete sie ab 1787 im klassizistischen Stil neu. Nach der Fertigstellung 1801 des im Mausoleum befindlichen Denkmals mit Bauteilen aus weißem Crottendorfer sowie schwarzem und rotem Wildenfelser Marmor wurden am 1. Juni 1804 die Gebeine der fünf ursprünglich in der Andreaskapelle begrabenen Wettiner in der darunter liegenden Gruft bestattet. Die fünf klassizistischen Sandsteinsärge liegen 2,85 Meter unter dem Denkmalsockel. Die zwei Säulen des Denkmals tragen ein korinthisches Kapitell, die Inschriften bestehen aus 1700 vergoldeten Metallbuchstaben.
Im Giebel des Mausoleums wurde die folgende Inschrift eingemeißelt: „Friedrich August III hat in Liebe und Ehrfurcht das Andenken an seine Vorfahren, deren Gebeine diese Erde deckt, durch Wiederherstellung ihres Grabmals erneuert, 1787.“ Hier sind unter anderem folgende Markgrafen von Meißen bestattet:
- Otto der Reiche
- Albrecht der Stolze
- Dietrich der Bedrängte
- Heinrich der Erlauchte
- Albrecht der Entartete
- Friedrich der Gebissene
- Friedrich der Ernsthafte
- Friedrich der Strenge

Vor der Tumba im Mausoleum stehen die Grabdenkmäler der Klosterstifter (Markgräfin Hedwig und Markgraf Otto), ursprünglicher Standort war am Hochaltar der Stiftskirche.